# Bataille de dames
Pour les articles homonymes, voir Ever Since Eve.
Pour plus de détails, voir Fiche technique et Distribution.
Bataille de dames (titre original : Ever Since Eve) est un film américain de type comédie romantique, réalisé par Lloyd Bacon, sorti en 1937.

## Synopsis
Marge Winton est fatiguée de devoir repousser les avances de son patron, et cherche un nouveau travail. Pour l'obtenir, elle se vieillit en cachant ses cheveux blonds sous une perruque, met des lunettes et porte des vêtements ternes.

## Fiche technique
- Titre original : Ever Since Eve
- Réalisation : Lloyd Bacon
- Scénario : Earl Baldwin, Lillie Hayward, Lawrence Riley d'après une histoire de Gene Baker et Margaret Lee
- Photographie : George Barnes
- Montage : William Holmes
- Musique : Heinz Roemheld
- Direction artistique : Robert M. Haas
- Costumes : Orry-Kelly
- Producteurs : Earl Baldwin, Hal B. Wallis et Jack L. Warner
- Société de production et de distribution : Warner Bros.
- Pays de production :  États-Unis
- Langue : anglais
- Format : Noir et blanc — 35 mm — 1,37:1 — Son : Mono
- Genre : Comédie romantique
- Durée : 80 minutes (1 h 20)
- Dates de sortie : 
  - États-Unis : 24 juin 1937 (première)
  - États-Unis :  15 juillet 1937 (sortie nationale)

## Distribution
- Marion Davies : Marge Winton
- Robert Montgomery : Freddy Matthews
- Frank McHugh : 'Mabel' DeCraven
- Patsy Kelly : Sadie Day
- Allen Jenkins : Jake Edgall
- Louise Fazenda : Abbie Belldon
- Barton MacLane : Al McCoy
- Marcia Ralston : Camille Lansing
- Frederick Clarke : Alonzo
- Mary Treen : une employée